# Szabó Csapó Márton
Szabó Csapó Márton (Budapest, 1889. február 26. – Budapest, 1949. július 13.) magyar festőművész.

## Életútja
Szabó Csapó István és Csapó Eszter fiaként született. Tanulmányait a budapesti Képzőművészeti Főiskolán végezte, mestere Zemplényi Tivadar volt. Műveit 1912-től mutatta be a közönségnek kollektív tárlatokon. Halálát szívbénulás okozta. Művei: A gyulai kőhíd júliusi alkonyatban, Alkonyat, A grófi park mögött, Szürkület, Tájkép, Köröshangulat, A nagy kőhíd, Ősi kúria, Éjjeli hangulat valamint készített még képeket a népkertről, Ajtósfalváról és a Körösről. Budapesten is nagy sikert aratott Önarckép c. alkotása. Szürkület c. képét a józsefvárosi templomnál festette. 